# Liverdun
Liverdun é uma comuna francesa na região administrativa do Grande Leste, no departamento de Meurthe-et-Moselle. Estende-se por uma área de 25.25 km², e possui 5.976 habitantes, segundo o censo de 2018, com uma densidade de 240 hab/km².